# Radiosensitizer
Ein Radiosensitizer (der Begriff Strahlungssensibilisator ist in der deutschsprachigen Fachliteratur kaum etabliert) ist ein Pharmakon, das nach seiner Verabreichung selektiv die Empfindlichkeit von bösartigen Tumorzellen gegenüber ionisierender Strahlung erhöht. Radiosensitizer sind eine Untergruppe der Radiomodulatoren. Radioprotektoren dagegen sind Substanzen, die selektiv das normale gesunde Gewebe schützen und so eine höhere Strahlendosis ermöglichen.

## Beschreibung

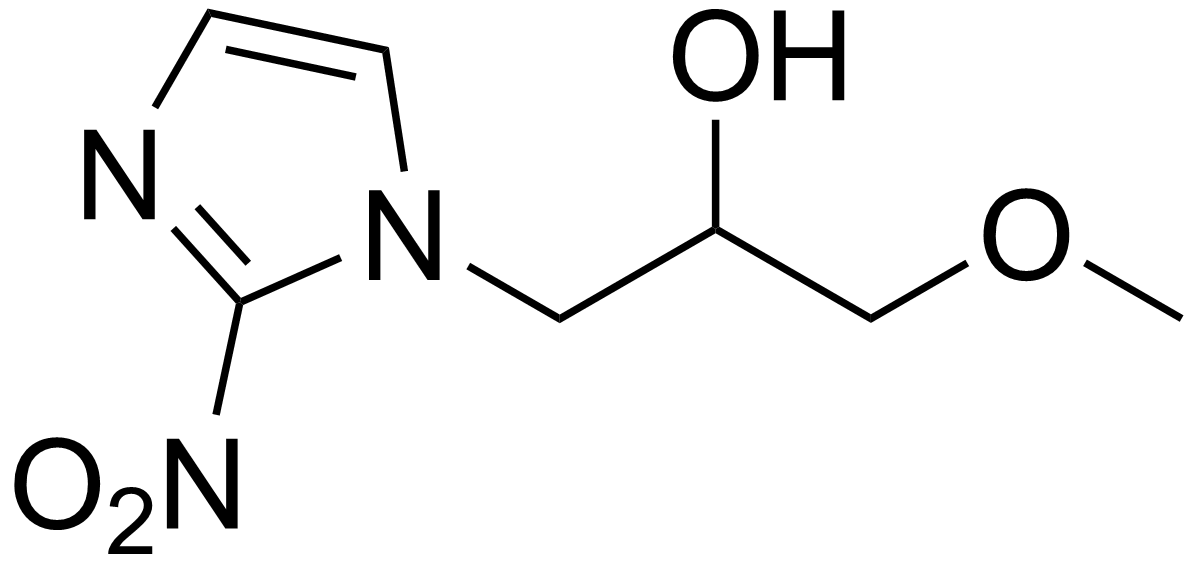
Die Strukturformel von Misonidazol

Die Strukturformel von Nimorazol

Eines der größten Probleme der konventionellen Strahlentherapie ist die niedrige Strahlungsempfindlichkeit vieler Tumoren im Vergleich zum umgebenden gesunden Gewebe. Die wesentliche Ursache für die niedrige Strahlungsempfindlichkeit ist der Sauerstoffmangel (Hypoxie) in vielen Tumoren, der durch die eher mäßige Ausbildung von neuen Blutgefäßen (Angiogenese) während des Tumorwachstums verursacht wird. Sauerstoff ist ein sehr wirksamer Radiosensitizer. In vitro sind oxygenierte Zellen um den Faktor 2 bis 3 empfindlicher gegen ionisierende Strahlen, als die gleichen Zellen in hypoxischem Milieu.
Das Verhältnis der Strahlendosis ohne Radiosensitizer zur Strahlendosis mit Radiosensitizer, bei jeweils gleichem In-vitro- oder In-vivo-Effekt wird als Sensitizer Enhancement Ratio (SER) bezeichnet. Das SER ist ein Maß für die Veränderung der Wirkung der Strahlung durch einen Radiosensitizer.
Um die Strahlungsempfindlichkeit von Tumoren zu erhöhen, wurden verschiedene Konzepte und eine Reihe von unterschiedlichen Substanzen (Radiosensitizer) entwickelt. Viele Substanzen und Verfahren befinden sich noch in der klinischen Erprobung.
Von den »echten« Radiosensitizern sind „Zytostatika mit synergistischer Wirkung zur Strahlentherapie“, wie beispielsweise Cisplatin, 5-Fluoruracil, Vindesin, Hydroxyharnstoff, Doxorubicin oder Actinomycin D, abzugrenzen.

## Therapieansätze und Substanzklassen
Zwischen den bisher in klinischen Studien erhaltenen Ergebnissen und den präklinischen Daten (in vitro und in vivo) besteht eine deutliche Diskrepanz. Folglich gibt es bisher noch keine Empfehlung für einen Radiosensitizer, der in der Fachwelt von einem breiten Konsens getragen wird.

### Imitierung des Sauerstoffeffektes

Die Strukturformel von Cytarabin

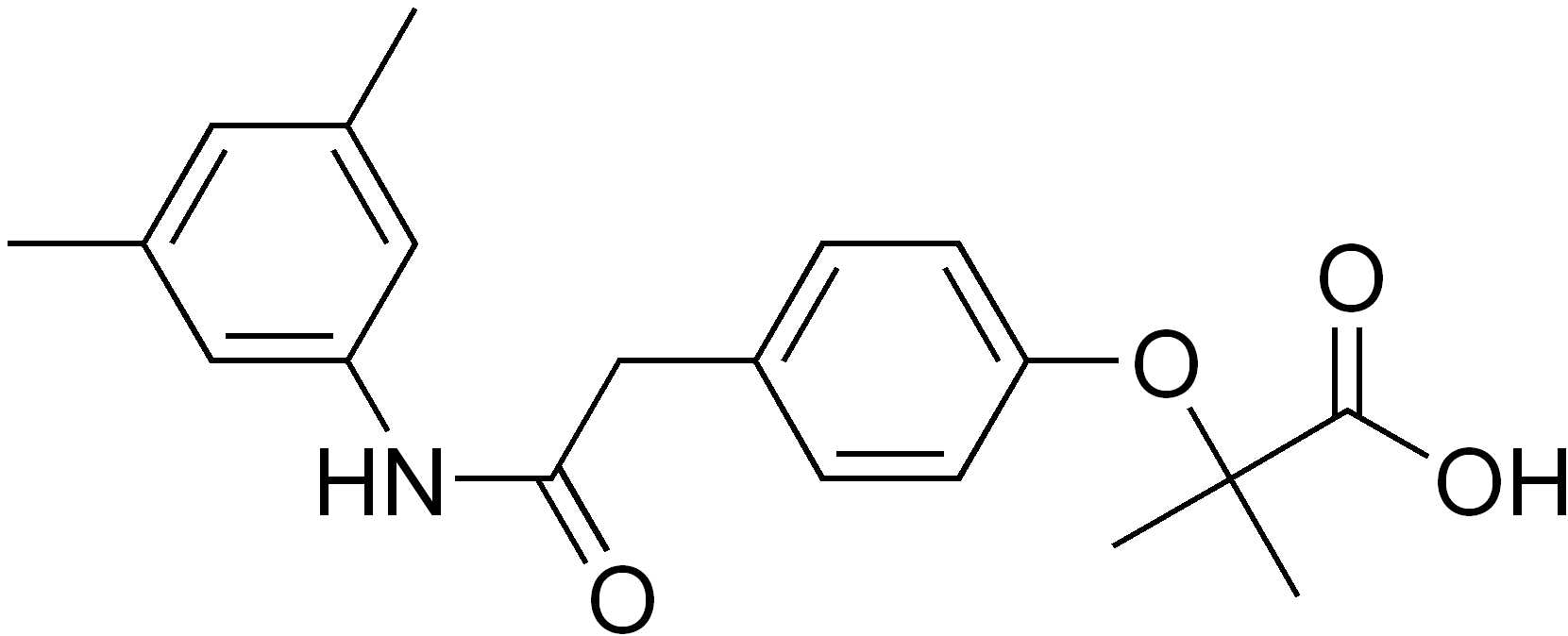
Die Strukturformel von Evaproxiral

Ein Therapieansatz zur Verbesserung der Radiosensitivierung ist das Imitieren des Sauerstoffeffektes im Tumor.
Man versucht den Sauerstoffgehalt in Krebszellen anzuheben, um ihre Empfindlichkeit gegen ionisierende Strahlen zu erhöhen.
Ein Verfahren ist die hyperbare Oxygenierung direkt vor der Bestrahlung. Ähnliche Effekte bewirkt Wasserstoffperoxid.
Elektronenaffine Substanzen, wie Misonidazol, Nimorazol, Sanazol, Azomycin (2-Nitroimidazol), Metronidazol oder Pimonidazol aus der Gruppe der Nitroimidazole, sollen den Sauerstoffeffekt im malignen Gewebe imitieren. In Modellorganismen wurden SER-Werte von 1,3 bis 2,7 gefunden. In Dänemark setzt man Nimorazol gegen Rachen- und Kehlkopfkrebs in der Strahlentherapie ein, da sich das Molekül nach dem Einfang eines langsamen Elektrons als Radikal an durch Strahlung geschädigte DNA bindet und so die DNA-Reparatur in Tumorzellen stört. In Zellen, wo genügend Sauerstoff vorliegt, gibt Nimorazol das eingefangene Elektron wieder an den Sauerstoff ab und wird recycelt. Damit reichert sich das Radikal in sauerstoffarmen Zellen an.
Efaproxiral (RFR13) verändert als Radiosensitizer im Hämoglobin die Aufnahme des Sauerstoffs, der somit schwächer an Hämoglobin bindet und leichter an hypoxisches Gewebe abgegeben wird. Efaproxiral ist ein allosterischer Effektor des Hämoglobins. Die SER-Werte liegen bei 1,8 bis 2,1. Efaproxiral erhöht den zytotoxischen Effekt der Strahlentherapie und der Chemotherapie mit Zytostatika.
Im Sommer 2007 wurde die Entwicklung von Efaproxiral, das sich in der klinischen Phase III befand, eingestellt. Bei Brustkrebs-Patientinnen trat – gegenüber Frauen, die nur die Strahlentherapie erhielten – kein signifikanter Überlebensvorteil auf.

### DNA-Sensitizer
Ein anderer Weg wird mit DNA-Sensitizern verfolgt. Mit Substanzen wie Bromdesoxyuridin – einem Thymidin-Analogon – wird im Zellkern die Anzahl an DNA-Einzelstrangbrüchen erhöht. Möglicherweise werden auch die intrazellulären Reparaturmechanismen gestört. Ungünstig ist jedoch die Beeinträchtigung gesunder Zellen, mit hoher Proliferationsrate durch Bromdesoxyuridin. Auch Gold-Nanopartikel sind offenbar in der Lage im Zellkern die DNA-Reparaturmechanismen zu hemmen.
Cytarabin, beziehungsweise dessen Stoffwechselprodukt Cytosin-Arabinosid-Triphosphat, wirkt als Radiosensitizer, indem es die Reparaturmechanismen der Krebszellen hemmt. Dies geschieht über die Inhibierung der DNA-Polymerasen.

### Multifunktionale Radiosensitizer

Die Strukturformel von Dexrazoxan

Dexrazoxan (ICRF-187), ein EDTA-Derivat, blockiert in der frühen G2/M-Phase den Zellzyklus. In dieser Phase hat eine Zelle ihre höchste Strahlungsempfindlichkeit. In Modellorganismen konnte zudem eine Normalisierung des tumorösen Blutgefäßsystems festgestellt werden, wodurch die Sauerstoffversorgung des Tumors offensichtlich verbessert wird. Zudem zeigt es eine anti-metastatische Wirkung. Es reduziert außerdem signifikant die Kardiotoxizität von Anthracyclinen. Für diese Anwendung ist Dexrazoxan zugelassen.
Dexrazoxan konnte in einigen Studien bei bestimmten Tumoren in Kombination mit der Strahlentherapie die Prognose verbessern. Dagegen brachte die Gabe von Dexrazoxan bei Zervix-, Bronchial- und Kopf-Hals-Karzinomen keine Vorteile.
Auch N-Methylformamid ist ein multifunktionaler Radiosensitizer.

### Thiolmodulatoren
Thiolmodulatoren sind Verbindungen, die Thiol-Gruppen (-SH) blockieren. Dazu gehören unter anderem N-Ethylmaleinimid, p-Chlormercuribenzoat und Buthioninsulfoximin.

### Weitere Substanzklassen
Neben diesen Verbindungen befindet sich eine Vielzahl von anderen Substanzklassen in der (prä)-klinischen Erprobung als Radiosensitizer. Dazu gehören unter anderem Resveratrol, Hydroxychalkone und Motexafin-Gadolinium (Gd-Tex). Motexafin-Gadolinium reichert sich nach systemischer Gabe im Tumor an und katalysiert in der Zelle die Oxidation von reduzierenden Verbindungen wie Ascorbinsäure und Glutathion. Dies löst eine Reaktionskaskade aus, an deren Ende reaktive Sauerstoffspezies generiert werden.

## Medizingeschichtliches
Bereits 1921 machte der deutsche Röntgenologe Hermann Holthusen die Beobachtung, dass die Strahlenempfindlichkeit von Zellen durch Sauerstoff erhöht wird.

## Weiterführende Literatur
- L. B. Harrison, M. Chadha, R. J. Hill, K. Hu, D. Shasha: Impact of tumor hypoxia and anemia on radiation therapy outcomes. In: Oncologist. Band 7, Nummer 6, 2002, S. 492–508, ISSN 1083-7159, PMID 12490737, (Review).
- R. Wideröe: Optimization of cancer radiotherapy with selective sensitizers. In: Strahlentherapie und Onkologie. Band 163, Nummer 6, Juni 1987, S. 378–384, ISSN 0179-7158, PMID 3603365.
- S. Dische: Sensitizers in radiotherapy. In: British journal of hospital medicine. Band 27, Nummer 5, Mai 1982, S. 502, 507–502, 510, ISSN 0007-1064, PMID 7093576.